# Denis Stracqualursi
Denis Andrés Stracqualursi (Rafaela, 20 ottobre 1987) è un ex calciatore argentino, di ruolo attaccante.

## Carriera

### Club
Inizia la carriera tra le file dell'Unión de Sunchales nel Torneo Argentino A, la terza divisione del calcio argentino. Nel 2008 approda in massima serie, acquistato dal Gimnasia La Plata, con la cui maglia colleziona 6 reti in 44 partite.
Nell'estate del 2010 passa in prestito al Tigre, laureandosi capocannoniere del torneo di Apertura 2010 con 11 reti a pari merito con Santiago Silva. Il 17 aprile 2011 segna una tripletta al Boca Juniors fuori casa alla Bombonera. Il 29 aprile 2011 viene riscattato per 1.170.000 dollari.
Il 31 agosto 2011 passa in prestito per un anno all'Everton.. L'11 febbraio 2012 segna il suo primo gol con la maglia Toffee, realizzando al minuto 71 il gol che è valso alla squadra dell'Everton il 2-0 contro il Chelsea. Sarà la sua unica realizzazione in Premier League in 21 presenze.
Il 27 luglio 2012 torna a giocare in patria firmando per il San Lorenzo.
Il 25 luglio 2013 viene ufficializzato il suo passaggio all'Emelec.
Nell'estate 2020 approda nella serie D italiana: ad agosto firma con il Taranto Football Club 1927, poi a dicembre passa al Città di Fasano, che però a febbraio 2021 lo lascia libero.

## Palmarès
- Campionato ecuadoriano: 1

Emelec: 2013 (A)